# Boophis solomaso
Espèce
Statut de conservation UICN

 EN B1ab(iii) : En danger
Boophis solomaso est une espèce d'amphibiens de la famille des Mantellidae.

## Répartition
Cette espèce est endémique de Madagascar. Elle se rencontre à environ 850 m d'altitude dans la région d'Atsinanana,.

## Description
Boophis solomaso mesure entre 20 et 22 mm pour les mâles. Son dos est vert clair avec des taches brunes et une barre sombre entre les yeux. Son ventre est blanc transparent ; les organes étant plus ou moins visibles à travers la peau du ventre ; la gorge est légèrement bleutée.

## Étymologie
Son nom d'espèce, du malgache solomaso, « paire de lunettes », lui a été donné en référence à la bande sombre entre ses yeux, ce qui semble être une caractéristique de cette espèce.

## Publication originale
- Vallan, Vences & Glaw, 2003 : Two new species of the Boophis mandraka complex (Anura, Mantellidae) from the Andasibe region in eastern Madagascar. Amphibia-Reptilia, vol. 24, p. 305-319 (texte intégral).